# Hyposada effectaria
Hyposada effectaria är en fjärilsart som beskrevs av Joannis 1928. Hyposada effectaria ingår i släktet Hyposada och familjen nattflyn. Inga underarter finns listade i Catalogue of Life.